# Leuwidulang
Leuwidulang is een bestuurslaag in het regentschap Tasikmalaya van de provincie West-Java, Indonesië. Leuwidulang telt 4294 inwoners (volkstelling 2010).